# Relações entre China e Índia

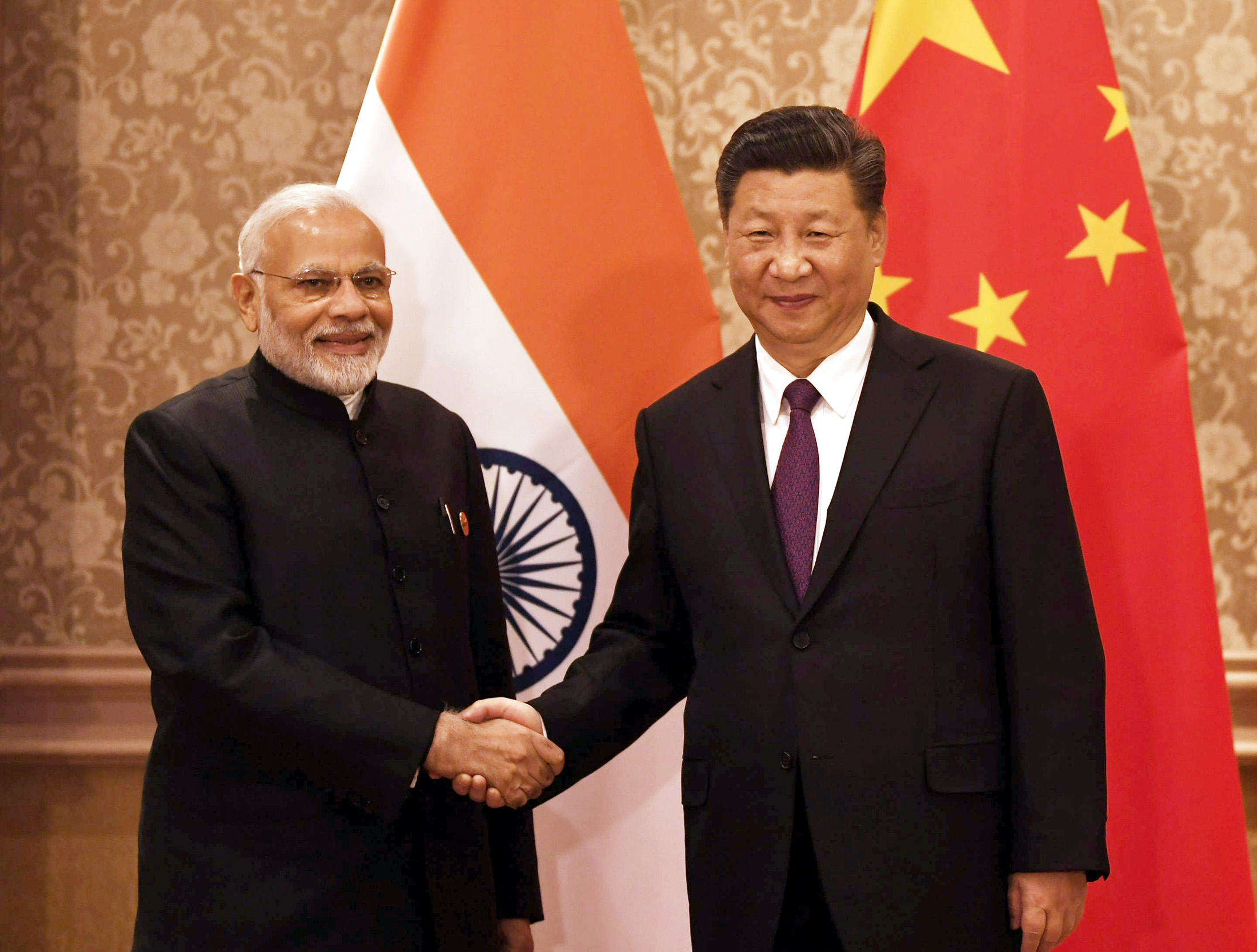
Narendra Modi e Xi Jinping, na cúpula dos BRICS em 2018, na África do Sul.

As relações entre China e Índia são as relações diplomáticas estabelecidas entre a República Popular da China e a República da Índia. Estas relações começaram em 1950, quando a Índia foi um dos primeiros países a romper relações com a República da China em Taiwan e reconhecer a República Popular da China. Ambos são os países mais populosos do mundo e também os de mais rápido crescimento entre as principais economias. O crescimento resultante da influência global, diplomática e econômica dos dois países também têm aumentado a importância de seu relacionamento bilateral.
A China e a Índia são duas das civilizações mais antigas do mundo e têm coexistido em paz por milênios. As relações culturais e econômicas entre China e India datam da antiguidade. A Rota da Seda não apenas serviu como uma importante rota comercial entre a Índia e a China, mas também é considerada por facilitar a propagação do Budismo da Índia para a Ásia Oriental. Durante o Século XIX, o comércio de ópio da China com a Índia Britânica desencadeou as Guerras do Ópio. Durante a Segunda Guerra Mundial, a Índia e a China desempenharam um papel fundamental para deter o progresso do Império do Japão.
As relações entre a China contemporânea e a Índia têm sido caracterizadas por disputas de fronteira, resultando em três grandes conflitos militares - a Guerra sino-indiana de 1962, o Incidente de Chola em 1967 e o Conflito sino-indiano de 1987. No entanto, desde o final de 1980, ambos os países, com sucesso, tentaram reacender os laços diplomáticos e econômicos. Em 2008, a China emergiu como o maior parceiro comercial da Índia e os dois países também procuraram ampliar as suas relações estratégicas e militares.
Apesar dos crescentes laços econômicos e estratégicos, várias questões continuam a tensionar as relações sino-indianas. Embora o comércio bilateral tenha crescido continuamente, a Índia enfrenta um enorme desequilíbrio comercial, fortemente favorável à China. Os dois países falharam em resolver as suas disputas fronteiriças de longa data e a mídia indiana, repetidamente, informa incursões militares chinesas em território indiano. As duas nações têm construído infraestrutura militar ao longo das áreas de fronteira. Além disso, a Índia têm suspeitado em relação às sólidas relações estratégicas da China com o seu maior rival, o Paquistão, enquanto que a China têm expressado grandes preocupações sobre as atividades militares e econômicas da Índia no disputado Mar da China Meridional.